# A-002

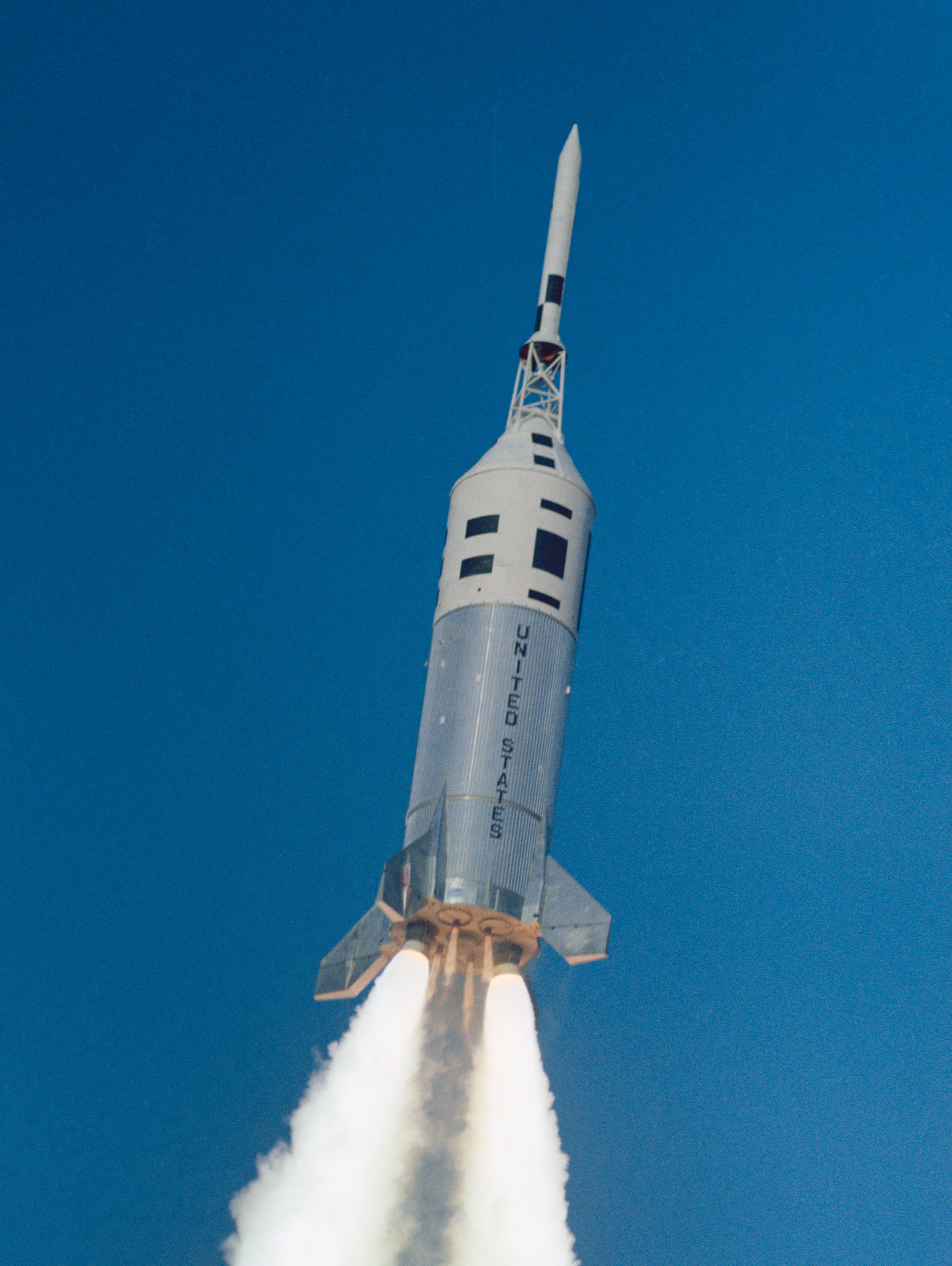
Start misji A-002

A-002 – trzeci test rakietowego systemu ratunkowego (LES) przeprowadzony 8 grudnia 1964 roku w ramach programu Apollo.

## Cele testu
1. Test sprawdzenia działania systemu ratunkowego w najgorszych możliwych warunkach, a więc w momencie, gdy statek osiągał tak zwany punkt maksymalnego ciśnienia aerodynamicznego.
2. Separacja systemu ratunkowego wraz z osłoną modułu dowodzenia od modułu dowodzenia.
3. Wykonanie udanego lądowania z wykorzystaniem spadochronów.
4. Wykazanie wytrzymałości osłony modułu dowodzenia (BPC).
5. Separacja modułu dowodzenia i modułu serwisowego przy niezerowym kącie natarcia.
6. Określenie obciążeń aerodynamicznych modułu dowodzenia podczas startu.
7. Wykazanie efektywności systemu orientacji rakiety Little Joe II.

## Parametry
- Masa całkowita: 42 788 kg
- Masa ładunku: 12 561 kg
- Masa rakiety: 30 227 kg
- Maksymalna wysokość: 14,1 km

## Przebieg testu
Start nastąpił 8 grudnia 1964 roku o 15:00 GMT na poligonie White Sands Missile Range w Nowym Meksyku. Tym razem trzecia rakieta Little Joe II była wyposażona w dwa silniki Algol i cztery silniki Recruit. Na rakiecie umieszczono makietę statku Apollo tzw. boilerplate o numerze BP-23. Test ujawnił poważny problem z osłoną modułu dowodzenia (BPC). Mimo że BP-23 szczęśliwie powrócił na Ziemię, cienka warstwa laminatu i korka, która miała chronić moduł przed strumieniem gorących gazów z silnika LES, została częściowo zerwana.